# Copa Confederacions 2003
La Copa FIFA Confederacions 2003 va ser la sisena edició de la Copa Confederacions, realitzada entre el 18 i el 29 de juny del 2003, a França.

## Tragèdia
Durant la semifinal entre la Selecció de futbol de Colòmbia i la Selecció de futbol del Camerun va passar una cosa inèdita, va ser la mort del camerunès Marc-Vivien Foe que a mig partit i al centre del camp es va desplomar i el jugador més proper, el colombià Jairo El Viejo Patiño va anar a socorre'l però els seus intents no van servir de res, la seva mort va ser vista per televisió per 45 milions de colombians i milions de camerunesos i d'altres milions de persones arreu del món com els ulls del jugador es posaven totalment en blanc i queia, el partit va estar suspès durant 10 minuts, al final el partit va continuar. La seva mort es confirmava poc després d'acabar el partit, el qual va acabar amb la victòria del Camerun 1-0 sobre Colòmbia, però va ser una alegria minsa pel país africà.

## Seus
Les seus d'aquest torneig van ser:
| Ciutat                | Estadi                  | Capacitat |
| --------------------- | ----------------------- | --------- |
| Lió                   | Stade Gerland           | 44.000    |
| Saint-Denis           | Stade de France         | 80.000    |
| Saint-Étienne (Loira) | Stade Geoffroy-Guichard | 36.000    |

## Participants
Els vuit participants d'aquest torneig són convidats oficialment per la FIFA. Aquests corresponen, en general, als campions dels diversos tornejos internacionals.
En aquesta edició participaren:
- França, com a organitzador del torneig i campió de l'Eurocopa 2000.
- Brasil, com a campió de la Copa del Món de futbol 2002.
- Colòmbia, com a campió de la Copa Amèrica 2001.
- Nova Zelanda, com a campió de la Copa de les Nacions de la OFC.
- Camerun, com a campió de la Copa d'Àfrica de Nacions.
- Estats Units, com a campió de la Copa d'Or de la CONCACAF 2002.
- Turquia, país convidat en renunciar Alemanya.
- Japó, com a campió de la Copa d'Àsia.

## Resultats

### Grup A
| Equip        | Pts | PJ | PG | PE | PP | GF | GC | DG  |
| ------------ | --- | -- | -- | -- | -- | -- | -- | --- |
| França       | 9   | 3  | 3  | 0  | 0  | 8  | 1  | 7   |
| Colòmbia     | 6   | 3  | 2  | 0  | 1  | 4  | 2  | 2   |
| Japó         | 3   | 3  | 1  | 0  | 2  | 4  | 3  | 1   |
| Nova Zelanda | 0   | 3  | 0  | 0  | 3  | 1  | 11 | -10 |

### Grup B
| Equip        | Pts | PJ | PG | PE | PP | GF | GC | DG |
| ------------ | --- | -- | -- | -- | -- | -- | -- | -- |
| Camerun      | 7   | 3  | 2  | 1  | 0  | 2  | 0  | 2  |
| Turquia      | 4   | 3  | 1  | 1  | 1  | 4  | 4  | 0  |
| Brasil       | 4   | 3  | 1  | 1  | 1  | 3  | 3  | 0  |
| Estats Units | 1   | 3  | 0  | 1  | 2  | 1  | 3  | -2 |

## Fase Final
|  | Semifinals         | Semifinals         |      |                                    | Final                              | Final |
|  |                    |                    |      |                                    |                                    |       |
|  | Lió - 26 de juny   |                    |      |                                    |                                    |       |
|  | Camerun            | 1                  |      |                                    |                                    |       |
|  | Colòmbia           | 0                  |      |                                    |                                    |       |
|  |                    |                    |      |                                    |                                    |       |
|  |                    |                    |      |                                    | París - 28 de juny                 |       |
|  |                    |                    |      |                                    | Camerun                            | 0     |
|  |                    | França             | 1(p) |                                    |                                    |       |
|  |                    |                    |      |                                    |                                    |       |
|  |                    |                    |      |                                    |                                    |       |
|  |                    |                    |      |                                    | Tercer lloc                        |       |
|  | París - 26 de juny | París - 26 de juny |      | Saint-Étienne (Loira) - 28 de juny | Saint-Étienne (Loira) - 28 de juny |       |
|  | França             | 3                  |      | Colòmbia                           | 4                                  |       |
|  | Turquia            | 2                  |      |                                    | Turquia                            | 2     |

|  | Campió: França Segon títol |